# Бобров Володимир Олексійович
Володи́́мир Олексі́йович Бобро́в (*8 січня 1943, Запоріжжя — 28 вересня 2014, Київ) — радянський, український кардіолог, Міністр охорони здоров'я України (1994–1995). Член ЦК КПУ в червні 1990 — серпні 1991 р.
Доктор медичних наук (з 1980 року), професор (з 1982 року), член-кореспондент НАН України (з 1991 року), член-кореспондент АМНУ (з 1993 року),

## Біографія
Народився 8 січня 1943 у м. Запоріжжя. 1966 року закінчив Дніпропетровський медичний інститут. Член КПРС з 1966 року.
У 1966–1976 роках — асистент, доцент кафедри шпитальної терапії Запорізького медичного інституту.
У 1976–1985 завідує кафедрою Запорізького інституту удосконалення лікарів. Доктор медичних наук (1980), професор — 1982.
З 1985 року — завідувач кафедри кардіології Київського інституту удосконалення лікарів.
У 1985–1990 — головний терапевт МОЗ УРСР. У 1989—1998 — директор і керівник відділу невідкладної кардіології Українського НДІ кардіології ім. академіка М. Д. Стражеска.
Член-кореспондент НАН України — 1991. Член-кореспондент АМНУ з 1993 року.
У 1990—1999 роках — головний кардіолог МОЗ України.
З серпня 1994 по лютий 1995 року — Міністр охорони здоров'я України.
Як педагог підготував 32 докторів та 78 кандидатів наук.
Опубліковано його та у співавторстві понад 800 наукових праць, одна з робіт — «Тести з функціональної діагностики» — разом з О. Й. Жаріновим.
Зареєстровано 17 патентів на винаходи.
Одружений. Має доньку. Дружина Валентина та донька Олена — доктори наук, професори.
Бобров Володимир Олексійович, член-кореспондент НАН і НАМН України, Заслужений діяч науки та техніки України, д.мед.н., професор, 28 вересня 2014 року після тяжкої хвороби пішов з життя на 72-му році життя.

## Державні нагороди
Заслужений діяч науки і техніки УРСР (1990).
Лауреат премії ім. М. Д. Стражеска (1993).

## Наукова діяльність
Є членом редколегії багатьох українських та іноземних науково-медичних часописів. У вересні 1993 р., завдяки організаційній роботі В. О. Боброва як Голови Президії правління Українського наукового товариства кардіологів, Українське наукове товариство кардіологів було прийняте у повноправні члени Європейського товариства кардіологів.
Завдяки ініціативі Володимира Боброва з 1994 р. видається «Український кардіологічний журнал» — періодичне видання у галузі кардіології. Професор Володимир Бобров обраний дійсним членом Європейського товариства кардіологів і Ради з клінічної кардіології Американської асоціації серця, елект-президентом наукових товариств кардіологів країн СНД, академіком Міжнародної академії інформатики при ЮНЕСКО.